# Giuseppe Chiara
Pour les articles homonymes, voir Chiara.
Giuseppe Chiara ou Giuseppe di Chiara (né vers 1602 à Palerme et mort le 24 août 1685 à Edo) est un missionnaire jésuite italien actif au Japon lors du XVIIe siècle.

## Biographie
Il est entré au Japon à une époque où le christianisme était strictement interdit, dans le but de retrouver son confrère Cristóvão Ferreira qui avait apostasié sa foi chrétienne après avoir été soumis à la torture par les autorités japonaises en 1633.
Après la rébellion de Shimabara en 1638, Chiara arrive sur l'île d'Oshima, mais est arrêté en juin 1643 puis incarcéré à Edo (futur Tokyo). Il a également été torturé et devient lui-même apostat. Il épouse plus tard une Japonaise, prenant le nom et le statut de samouraï de son défunt mari, avant de vivre au Japon jusqu'à sa mort le 24 août 1685 à Edo, à l'âge de 83 ans.
Chiara est la base historique du personnage principal de Sebastião Rodrigues dans le roman Silence (1966) de Shūsaku Endō. Il est interprété par David Lampson dans l'adaptation cinématographique de 1971 et par Andrew Garfield dans l'adaptation cinématographique de 2016.